# Long Island (ö i Australien, Queensland, lat -20,36, long 148,86)
Long Island är en ö i Australien. Den ligger i delstaten Queensland, omkring 900 kilometer nordväst om delstatshuvudstaden Brisbane. Arean är 10,6 kvadratkilometer. Den sträcker sig 8,9 kilometer i nord-sydlig riktning, och 3,3 kilometer i öst-västlig riktning.
Savannklimat råder i trakten. Genomsnittlig årsnederbörd är 1 584 millimeter. Den regnigaste månaden är februari, med i genomsnitt 422 mm nederbörd, och den torraste är oktober, med 17 mm nederbörd.